# Сырные клещи

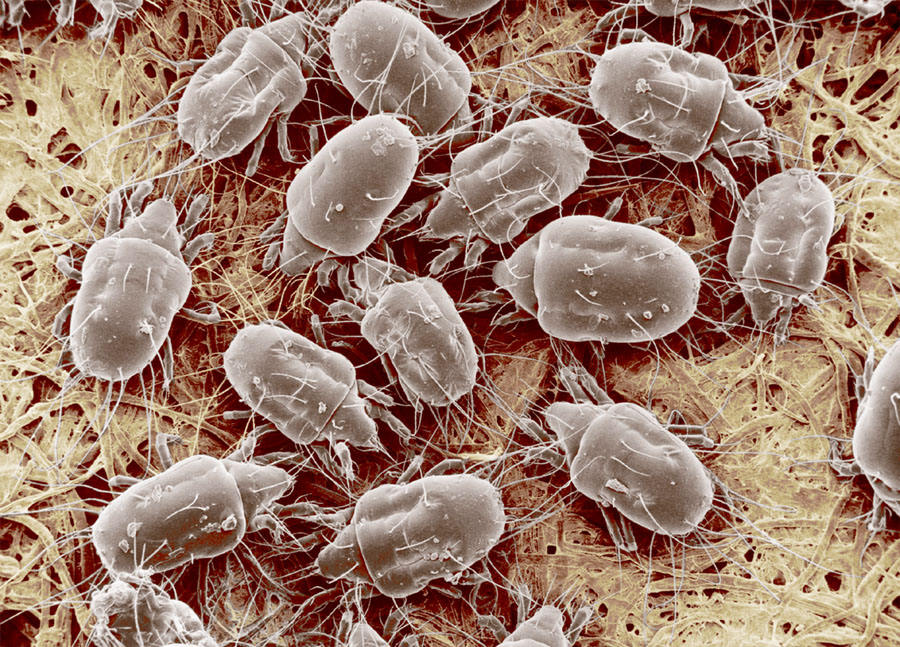
Tyrophagus putrescentiae — один из видов сырных клещей. Этот вид распространен на листьях растений, хранящемся зерне и кормах для животных

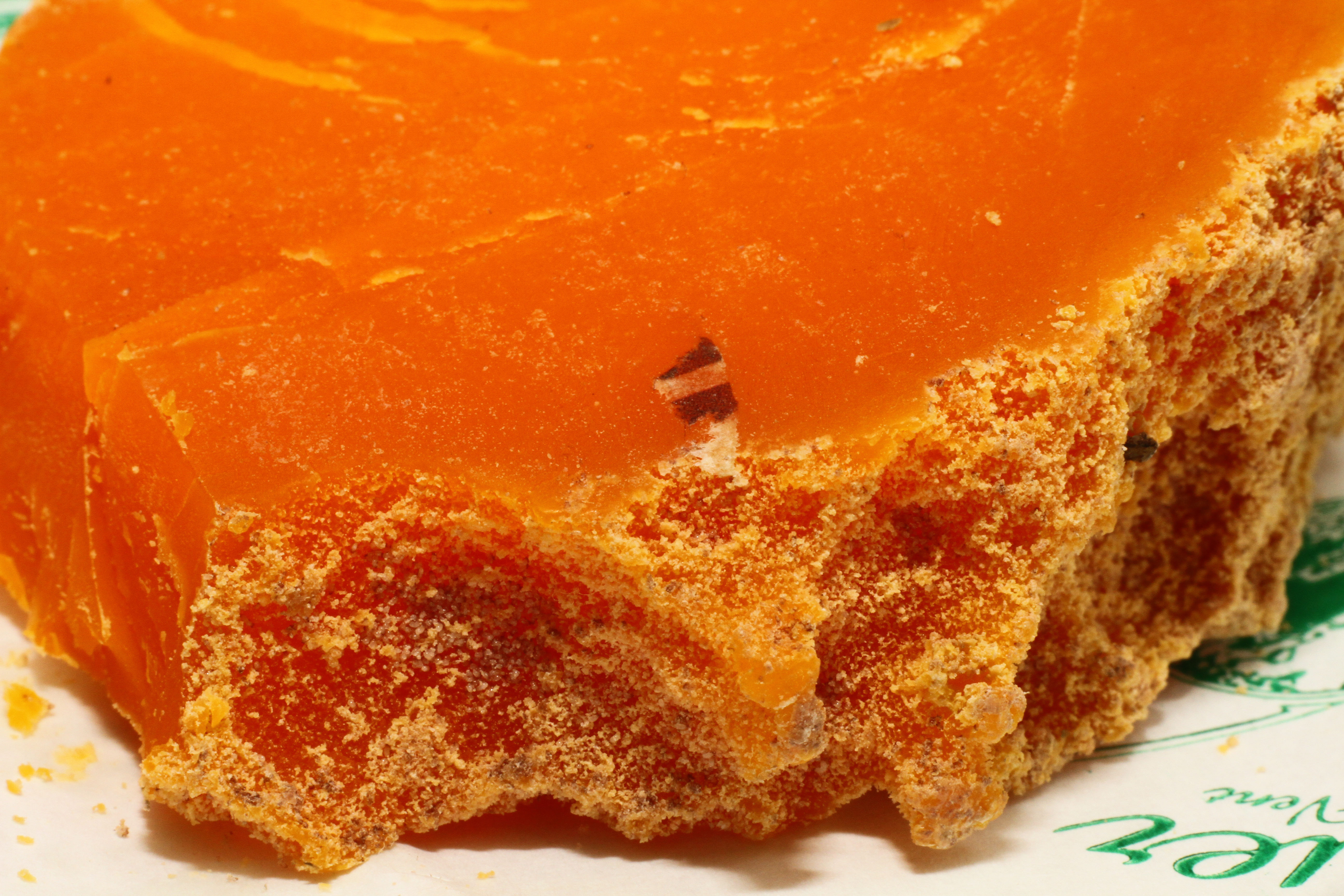
Сыр мимолет с текстурной коркой, вызванной клещами

Сырный клещ — вид клещей, которые используются для производства таких сыров, как мильбенкезе, канталь и мимолет. Действие живых клещей на поверхность этих сыров способствует приданию аромата и товарного вида. В 2010 году исследование на сканирующем электронном микроскопе показало, что сыр Milbenkäse был произведен с использованием клещей Tyrophagus casei, а сыр Mimolette — с использованием клещей Acarus (также известных как мучные клещи).
Максимальное количество этих клещей на единицу площади регулируется законодательством США и привело к запрету ввоза в страну сыра мимолет.